# Ballstraße 30 (Quedlinburg)

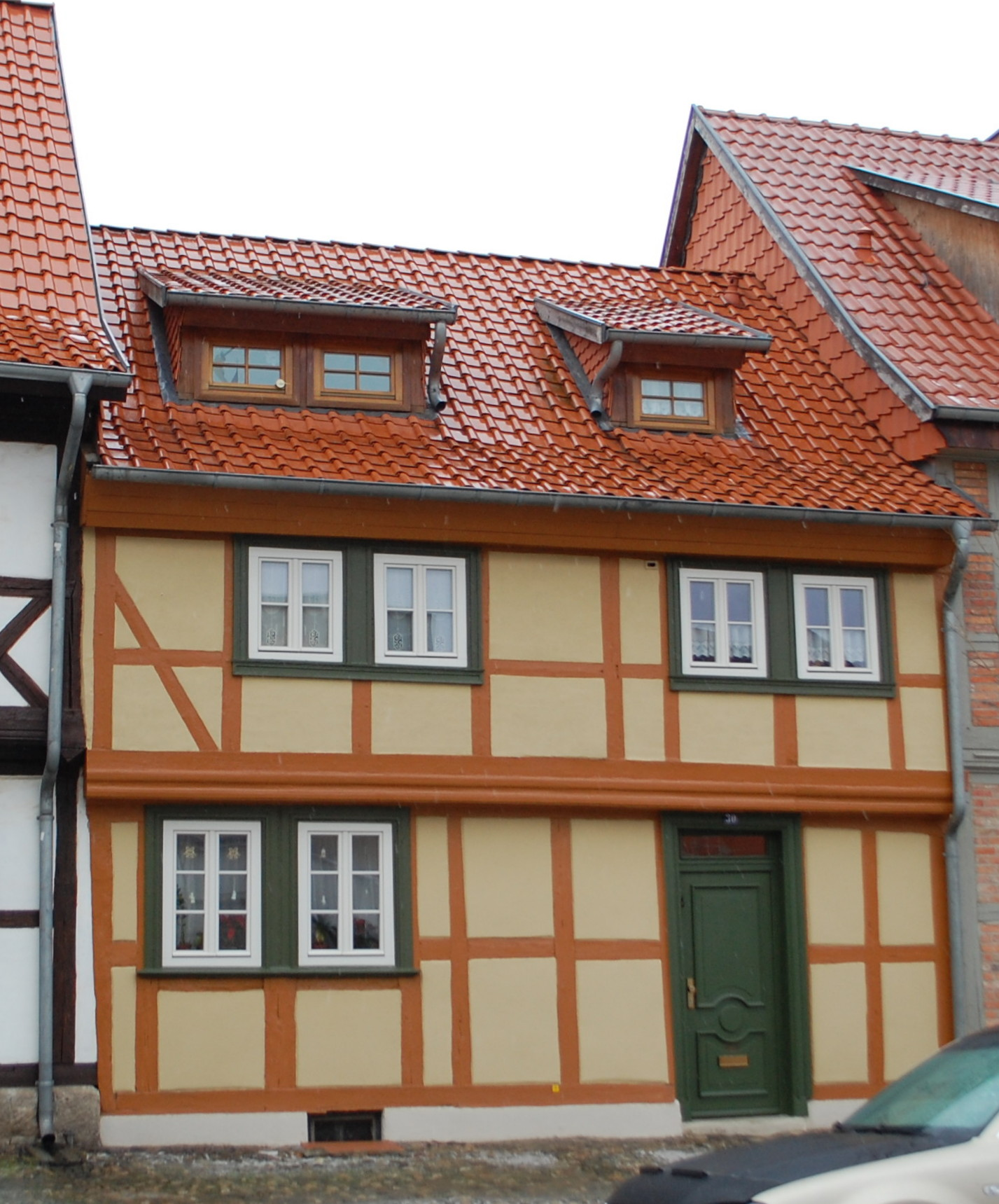
Ballstraße 30

Das Haus Ballstraße 30 ist ein denkmalgeschütztes Gebäude in der Stadt Quedlinburg in Sachsen-Anhalt.

## Lage
Es befindet sich im östlichen Teil der historischen Quedlinburger Neustadt und gehört zum UNESCO-Weltkulturerbe. Nördlich grenzt das gleichfalls denkmalgeschützte Haus Ballstraße 29, südlich das Haus Ballstraße 31 an.

## Architektur und Geschichte
Das kleine Fachwerkhaus entstand in der Zeit um 1760 und ist niedriger als die angrenzenden Häuser. Im Quedlinburger Denkmalverzeichnis ist das Haus als Wohnhaus eingetragen. Das Gebäude ist von einem hohen Dach bedeckt und schlicht gestaltet. Als Verzierung findet sich lediglich eine profilierte Bohle.